# Jitendra Malik

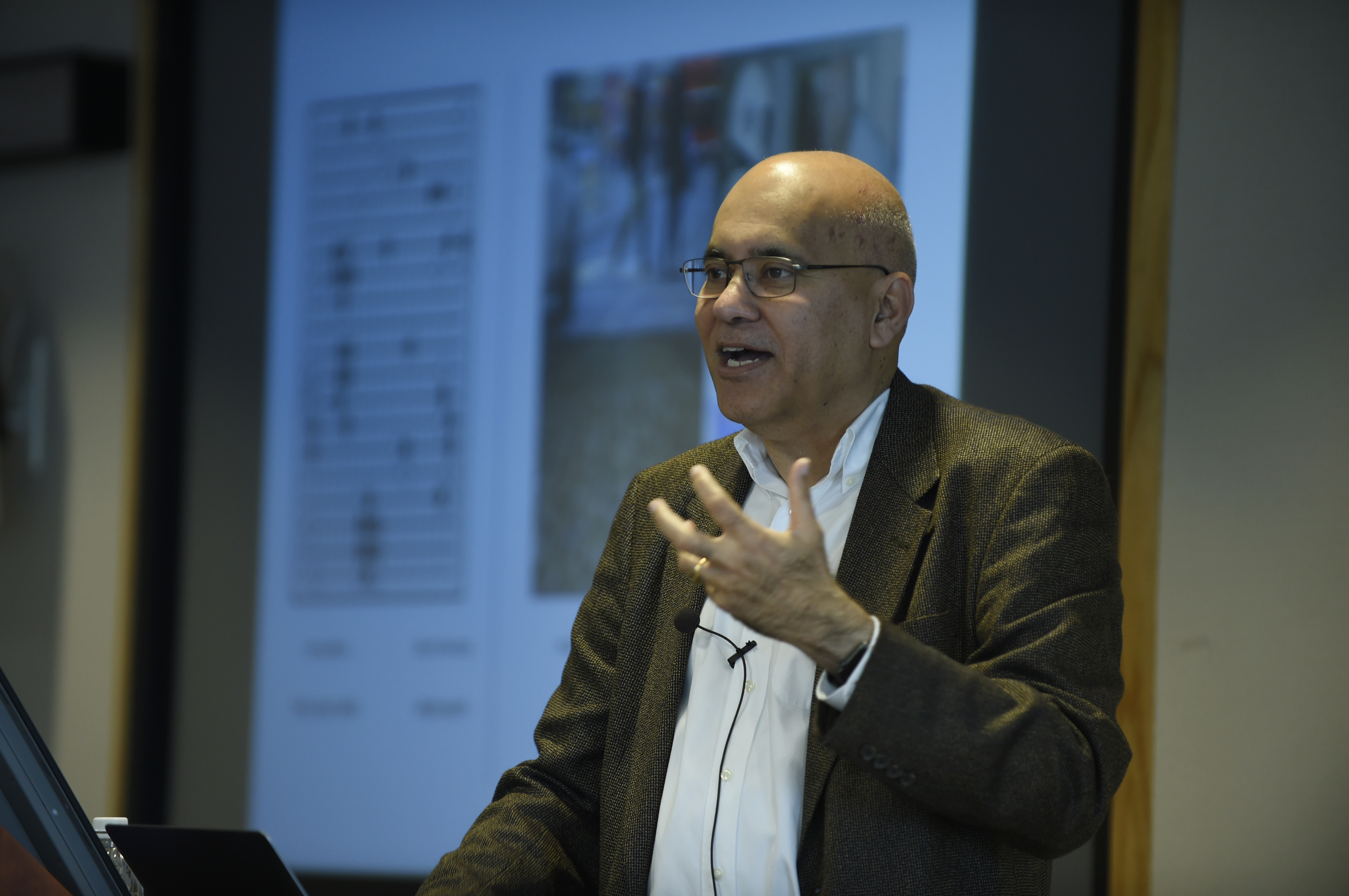
Jitendra Malik

Jitendra Malik (* 1960 in Mathura, Indien) ist ein indisch-US-amerikanischer Informatiker, der sich mit Computersehen und Computergraphik befasst.
Malik studierte Elektrotechnik am Indian Institute of Technology in Kanpur mit dem Bachelor-Abschluss 1980 und wurde 1985 bei Thomas Binford an der Stanford University promoviert (Interpreting Line Drawings of Curved Objects). 1986 wurde er Assistant Professor, 1991 Associate Professor und 1996 Professor an der University of California, Berkeley. 2004 bis 2006 und 2016/17 stand er der Fakultät für Elektrotechnik und Informatik (EECS) vor. Seit 2009 ist er auch Professor für Bioingenieurwesen und er ist in den Gruppen für Vision Science und Cognitive Science der Universität. Er ist Arthur J. Chick Professor.
2015/16 war er Gastwissenschaftler bei Google und 2007 war er Gastwissenschaftler bei Yahoo Research in Berkeley. Er war im Aufsichtsrat des Indian Institute of Technology in Bangalore und im Beratungsgremium von Microsoft India.
Er ist für verschiedene Verfahren und Algorithmen in Computergraphik und Computersehen bekannt, wie anisotrope Diffusion, normalisierte Schnitte (Normalized Cuts), Shape Contexts und High Dynamic Range Imaging (siehe HDRI-Erzeugung aus Belichtungsreihen).
2016 erhielt er den ACM-AAAI Allen Newell Award. Er ist Mitglied der National Academy of Sciences (2015), der American Academy of Arts and Sciences (2013) und der National Academy of Engineering (2011) und Fellow der Association for Computing Machinery (ACM) und des IEEE. 2001 war er Miller Research Professor in Berkeley und 1997 und 1998 gewann er den Longuet-Higgins Prize und zweimal den Helmholtz-Preis. 1989 erhielt er einen Presidential Young Investigator Award, 2018 den IJCAI Award for Research Excellence und 2019 den Computer Pioneer Award. Er gehört zu den ISI Highly Cited Researchers im Ingenieurswesen.

## Schriften (Auswahl)
- mit D. Martin, C. Fowlkes: Learning to detect natural image boundaries using local brightness, color, and texture cues, IEEE transactions on pattern analysis and machine intelligence, Band 26, 1985, S. 530–549
- Interpreting Line Drawings of Curved Objects, Int. J. Computer Vision, Band 1, 1987, S. 73–103
- mit P. Perona: Scale-space and edge detection using anisotropic diffusion, IEEE Transactions on pattern analysis and machine intelligence, Band 12, 1990, S. 629–639
- mit P. E. Debevec, C. J. Taylor: Modeling and rendering architecture from photographs: A hybrid geometry-and image-based approach, Proceedings of the 23rd annual conference on Computer graphics and interactive techniques, 1996
- mit J. Shi, Normalized cuts and image segmentation, IEEE Transactions on pattern analysis and machine intelligence, Band 22, Nr. 8, 2000, S. 888–905
- mit D. Martin, C. Fowlkes, D. Tal: A database of human segmented natural images and its application to evaluating segmentation algorithms and measuring ecological statistics, Proc. Eight Int. Conf. on Computer Vision (ICCV), 2001
- mit T. Leung: Representing and recognizing the visual appearance of materials using three-dimensional textons, International Journal of Computer Vision, Band 43, 2001, S. 29–44
- mit S. Belongie, T. Leung, J. Shi: Contour and texture analysis for image segmentation, International Journal of Computer Vision, Band 43, 2001, S. 7–27
- mit C. Carson, S. Belongie, H. Greenspan: Blobworld: Image segmentation using expectation-maximization and its application to image querying, IEEE Transactions on Pattern Analysis and Machine Intelligence, Band 24, 2002, S. 1026–1038
- mit S. Belongie, J. Puzicha: Shape matching and object recognition using shape contexts, IEEE Transactions on Pattern Analysis and Machine Intelligence, Band 24, 2002, S. 509–522
- mit X. Ren: Learning a classification model for segmentation, Proceedings of the Ninth IEEE International Conference on Computer Vision (ICCV) 2003
- mit Alexei A. Efros, A. C. Berg, G. Mori: Recognizing action at a distance,  Proceedings of the Ninth IEEE International Conference on Computer Vision (ICCV) 2003
- mit P. E. Debevec: Recovering high dynamic range radiance maps from photographs, ACM SIGGRAPH 2008
- mit P. Arbelaez, M. Maire, C. Fowlkes: Contour detection and hierarchical image segmentation, IEEE Transactions on Pattern Analysis and Machine Intelligence, Band 33, 2011, S. 898–916
- mit R. Girshick, J. Donahue, T. Darrell: Rich feature hierarchies for accurate object detection and semantic segmentation, Proc. IEEE Conf. Computer Vision and Pattern Recognition, 2014, S. 580–587